# Панама (провинция)
Панама (исп. Provincia de Panamá) — одна из провинций Панамы. Административный центр — город Панама (столица страны).

## География
Площадь провинции составляет 9166 км². Расположена на востоке центральной части страны. Граничит с провинцией Западная Панама (на западе), провинцией Колон (на северо-западе), комаркой Гуна-Яла (на севере) и провинцией Дарьен (на востоке). На юге омывается водами Тихого океана. Через провинцию проходит южная часть Панамского канала. Высшая точка провинции — гора Серро-Тринидад (1300 м над уровнем моря).

## Население
Население провинции по данным на 2010 год составляет 1 249 032 человека. Плотность населения — 136,27 чел./км².

## Административное деление
В административном отношении делится на 6 округов:
- Бальбоа
- Панама
- Сан-Мигелито
- Табога
- Чепо
- Чиман

На территории провинции находится субпровинциальная комарка Куна-де-Мадуганди.